# Paredrocoris
Paredrocoris is een geslacht van wantsen uit de familie van de Miridae (Blindwantsen). Het geslacht werd voor het eerst wetenschappelijk beschreven door Odo Reuter in 1878.

## Soorten
Het genus bevat de volgende soorten:

- Paredrocoris gilanicus Linnavuori, 2006
- Paredrocoris ilamicus Linnavuori, 2010
- Paredrocoris pectoralis Reuter, 1878
- Paredrocoris picticornis Linnavuori, 1997
- Paredrocoris seidenstueckeri Josifov, 1965